# Bundestagsausschüsse des 17. Deutschen Bundestages
Im Folgenden sind die 22 ständigen Bundestagsausschüsse des 17. Deutschen Bundestages (2009–2013) aufgeführt:
| Ausschuss                                                                                               | Vorsitz                      | Mitglieder | CDU/CSU | SPD | FDP | Die Linke | Bündnis 90/ Die Grünen |
| --- | ---------------------------- | ---------- | ------- | --- | --- | --------- | ---------------------- |
| Ausschuss für Arbeit und Soziales                                                                       | Sabine Zimmermann            | 37         | 14      | 9   | 6   | 4         | 4                      |
| Auswärtiger Ausschuss                                                                                   | Ruprecht Polenz              | 37         | 14      | 9   | 6   | 4         | 4                      |
| Ausschuss für Bildung, Forschung und Technikfolgenabschätzung                                           | Ulla Burchardt               | 34         | 13      | 8   | 5   | 4         | 4                      |
| Ausschuss für Ernährung, Landwirtschaft und Verbraucherschutz                                           | Hans-Michael Goldmann        | 34         | 13      | 8   | 5   | 4         | 4                      |
| Ausschuss für die Angelegenheiten der Europäischen Union Dazu kommen 16 Mitglieder des Europaparlaments | Gunther Krichbaum            | 35         | 14      | 8   | 5   | 4         | 4                      |
| Ausschuss für Familie, Senioren, Frauen und Jugend                                                      | Sibylle Laurischk            | 34         | 13      | 8   | 5   | 4         | 4                      |
| Finanzausschuss                                                                                         | Birgit Reinemund             | 37         | 14      | 9   | 6   | 4         | 4                      |
| Ausschuss für Gesundheit                                                                                | Carola Reimann               | 37         | 14      | 9   | 6   | 4         | 4                      |
| Haushaltsausschuss                                                                                      | Petra Merkel                 | 41         | 16      | 10  | 6   | 5         | 4                      |
| Innenausschuss                                                                                          | Wolfgang Bosbach             | 37         | 14      | 9   | 6   | 4         | 4                      |
| Ausschuss für Kultur und Medien                                                                         | Monika Grütters              | 24         | 9       | 5   | 4   | 3         | 3                      |
| Ausschuss für Menschenrechte und humanitäre Hilfe                                                       | Tom Koenigs                  | 18         | 7       | 4   | 3   | 2         | 2                      |
| Petitionsausschuss                                                                                      | Kersten Steinke              | 26         | 10      | 6   | 4   | 3         | 3                      |
| Rechtsausschuss                                                                                         | Siegfried Kauder             | 37         | 14      | 9   | 6   | 4         | 4                      |
| Sportausschuss                                                                                          | Dagmar Freitag               | 18         | 7       | 4   | 3   | 2         | 2                      |
| Ausschuss für Tourismus                                                                                 | Klaus Brähmig                | 18         | 7       | 4   | 3   | 2         | 2                      |
| Ausschuss für Umwelt, Naturschutz und Reaktorsicherheit                                                 | Eva Bulling-Schröter         | 34         | 13      | 8   | 5   | 4         | 4                      |
| Ausschuss für Verkehr, Bau und Stadtentwicklung                                                         | Anton Hofreiter              | 37         | 14      | 9   | 6   | 4         | 4                      |
| Verteidigungsausschuss                                                                                  | Susanne Kastner              | 34         | 13      | 8   | 5   | 4         | 4                      |
| Ausschuss für Wahlprüfung, Immunität und Geschäftsordnung                                               | Thomas Strobl                | 13         | 5       | 3   | 2   | 2         | 1                      |
| Ausschuss für Wirtschaft und Technologie                                                                | Eduard Oswald                | 37         | 14      | 9   | 6   | 4         | 4                      |
| Ausschuss für Wirtschaft und Technologie                                                                | Ernst Hinsken (ab 6.04.2011) | 37         | 14      | 9   | 6   | 4         | 4                      |
| Ausschuss für wirtschaftliche Zusammenarbeit und Entwicklung                                            | Dagmar Wöhrl                 | 24         | 9       | 5   | 4   | 3         | 3                      |

Farbig markiert sind die Fraktionen, die im jeweiligen Ausschuss den Vorsitz stellen.